# University of the Arts
De University of the Arts (UArts) is een van de oudste aan kunst gewijde universiteiten van de Verenigde Staten. De universiteit bestaat uit twee academies; College of Art, Media and Design en College of Performing Arts.

## Geschiedenis
De universiteit is ontstaan uit een fusie in 1985 tussen het Philadelphia College of Performing Arts en het Philadelphia College of Art en in 1987 kreeg het de status van universiteit. Beide opleidingen kennen hun oorsprong in de jaren zeventig van de negentiende eeuw. Het Philadelphia College of Art was tot 1964 een onderdeel van het Philadelphia Museum of Art.

## Locatie

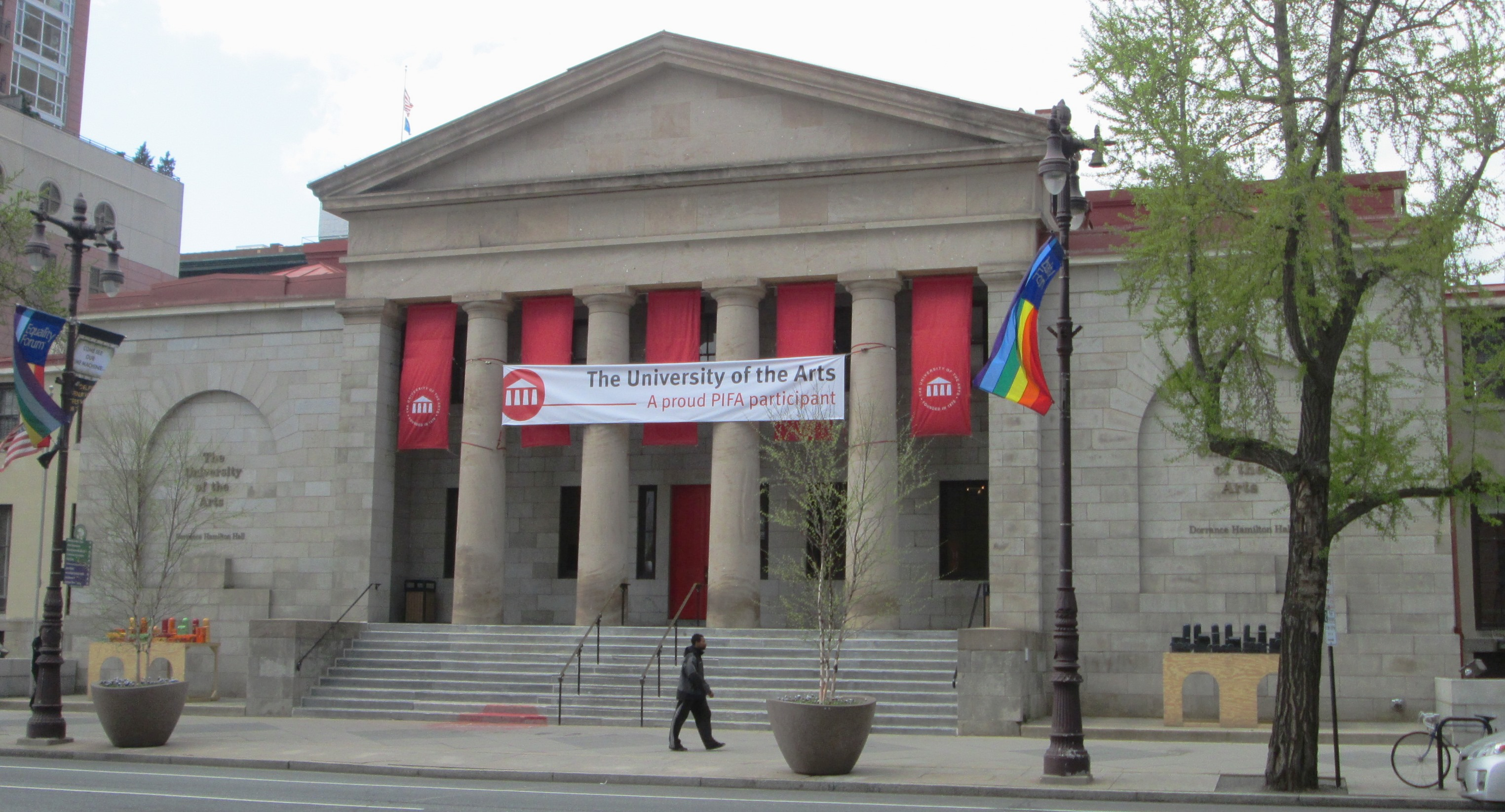
Dorrance Hamilton Hall (foto uit 2013)

De campus van de universiteit is gelegen in Center City van Philadelphia en omvat tien gebouwen. Een van die gebouwen is het negentiende-eeuwse Dorrance Hamilton Hall van architect John Haviland.

## Bekende alumni
- Maxwell Atoms
- Irene Bedard
- Howard Benson
- Stanley Clarke
- Robin Eubanks
- Elle King
- Amy Matthews
- Ana Ortiz

## Bekende stafleden
- Camille Paglia
- Vincent Persichetti
- Ralph Peterson
- Sam Dockery